# Nuris
Nuris ( en arabe : نورِِِس    ) est un ancien village arabe palestinien qui à l'époque de la Palestine mandataire relevait du sous-district de Jénine. En 1945, Nuris comptait 570 habitants. Il a été vidé de sa population pendant la guerre de 1948, à la fin du mois de mai. Le moshav de Nurit s'est établi sur les terres du village en 1950.

## Géographie
Nuris était situé dans la vallée de Jezreel, à 9 kilomètres au nord-est de Jénine et au sud-ouest de la ligne de chemin de fer qui longe la vallée. Il était relié aux villages de Zir'in et d'Al-Mazar par des chemins de terre. 
Nuris disposait au nord de plusieurs sources dont la principale était Ain Jalut, l'une des plus abondantes de Palestine. 

## Histoire
Sur les terres du village ont été trouvés des vestiges de l'âge du bronze, ainsi que des poteries d'époque byzantine. 
Nuris, dont le nom viendrait de celui d'une personne, était appelé « Nurith » par les croisés. À proximité, les mamelouks ont vaincu les Mongols lors de la bataille d'Ain Jalut, en 1260. 

### Époque ottomane
En 1517, le village s'est trouvé inclus  avec toute la Palestine dans l'Empire ottoman. Dans les registres fiscaux de 1556, il fait partie de la nahiya (sous-district) de Jénine, dans la liwa' (district) de Lajjun, et affiche une population de 16 foyers musulmans, comprenant environ 88 personnes. Les habitants étaient soumis à une imposition à taux fixe de 25% sur un certain nombre de produits, dont le blé, l'orge, les olives, les chèvres et les ruches, pour un total de 7 500 akçe. 
Le village a été pris et incendié par les troupes de Napoléon après la bataille du mont Tabor, en 1799. Sur la carte établie par Pierre Jacotin à l'occasion de cette campagne, son nom est écrit Noures. 
Le britannique James Silk Buckingham, voyageur qui a visité le site au début du 19e siècle, écrit qu'on voyait de là plusieurs autres localités, « toutes habitées par des mahométans ».  En 1838, au cours de ses voyages dans la région, Edward Robinson relève que Nuris, situé dans le sous-district de Jénine, est également appelé « Haritheh esh-Shemaliyeh ». 
En 1882, la Survey of Western Palestine dépeint un petit village, établi sur un sol rocheux, bien caché entre les collines, à environ 200 m au-dessus d'une vallée. Nuris possédait une école primaire pour garçons, fondée sous les Ottomans en 1888, et une mosquée. Certaines de ses ruines antiques restaient encore inexplorées en 1992.

### Mandat britannique
Lors du recensement mené en 1922 par les autorités du mandat britannique, Nuris comptait 364 habitants, tous musulmans. En 1921, le village comptait 38 familles de tenanciers et 224 personnes, sur une population totale de 364 habitants (d'après le recensement de 1922), cultivaient 5 500 dunums sur un territoire villageois de 27 018 dunums. Cette année-là, la famille Sursock vendit une partie des terres du village à la Palestine Land Development Company. Un groupe de 35 jeunes juifs commença à cultiver la terre qui est devenue le noyau du kibboutz Ein Harod. 
Certains villageois de Nuris perçurent une compensation monétaire et quittèrent le village. Les autres reçurent une parcelle en location pour six ans avec option d'achat au terme du bail. Ils payaient un loyer égal à 6% du prix d'offre du terrain, mais porté plus tard, à la demande des fermiers de Nuris, à un cinquième de la valeur totale de sa production agricole. Après l'expiration du bail initial de six ans, les rapports de 1928 ont montré qu'aucun villageois n'avait acheté le terrain loué. Les baux ont été prolongés de trois ans tandis que la propriété était transférée au Fonds national juif. En 1921, la surface moyenne d'une exploitation agricole était de 24 dunums ; en 1929, elle était tombée à 4,4 dunums, alors que la population avait augmenté de manière significative. Le recensement de 1931 dénombra une population de 429 personnes et 106 maisons dans le village. 
Dans les statistiques de 1945, Nuris comptait 570 habitants musulmans, et 163 maisons, malgré une superficie réduite à 6256 dounams, bien moins étendue qu'avant 1920. Les habitants étaient principalement employés dans les cultures céréalières, bien qu'une partie des terres ait été allouée à l'irrigation et à la culture des olives,.

### Guerre de 1948 et suites
Le 19 avril 1948, la direction du Palmach ordonna la destruction des « bases ennemies à Al-Mazar, Nuris et Zir'in ». L'historien israélien Benny Morris relève que la destruction des villages faisait « partie intégrante » des opérations de la Haganah à cette époque, mais que Nuris n'a finalement été vidé de sa population qu'à la fin du mois suivant, les 29 et 30 mai, dans le cadre de l'opération Gédéon,.   
À la suite de la guerre, la région a été incorporée à l'État d'Israël. Un moshav, Nurit, a été établi en 1950 au nord-ouest du site,. En 1992, l'historien palestinien Walid Khalidi donne cette description des lieux : « Le site, recouvert de pins et de chênes, est jonché de tas de pierres. Une partie des terres environnantes est clôturée et utilisée comme pâturage, tandis qu'une autre partie est cultivée. Des cactus, des oliviers et des figuiers poussent près du site. »